# Cornu cutaneum
Sừng ở da, còn được biết với tên Latin Cornu cutaneum, là khối u da sừng khác thường với sự xuất hiện của sừng, hoặc đôi khi xù xì như gỗ hoặc san hô. Về hình thức, đây là một chẩn đoán lâm sàng cho một "phát triển hình nón ở trên bề mặt của da." Chúng thường là nhỏ, nhưng có thể, trong trường hợp rất hiếm là lớn hơn nhiều. Mặc dù thường lành tính, chúng cũng có thể là ác tính hay tiền ác tính.